# Łyżwiarstwo szybkie na Zimowych Igrzyskach Olimpijskich 1972
Zawody w łyżwiarstwie szybkim na Zimowych Igrzyskach Olimpijskich 1972 odbywały się w dniach 4 lutego – 12 lutego 1972 roku, do rywalizacji przystąpili mężczyźni i kobiety. Zawodnicy i zawodniczki walczyli w czterech konkurencjach: na 500 m, 1500 m, 5000 m, 10 000 m, a kobiety na dystansie: 500 m, 1000 m, 1500 m i 3000 m. Łącznie rozdanych zostało zatem osiem kompletów medali. Zawody odbywały się na torze lodowym Makomanai.

## Terminarz
| Data           | Miejscowość | Konkurencja       | Złoto                 | Srebro                | Brąz                 |
| -------------- | ----------- | ----------------- | --------------------- | --------------------- | -------------------- |
| 4 lutego 1972  | Sapporo     | 5000 m mężczyzn   | Adrianus Schenk       | Roar Grønvold         | Sten Stensen         |
| 5 lutego 1972  | Sapporo     | 500 m mężczyzn    | Erhard Keller         | Hasse Börjes          | Walerij Muratow      |
| 6 lutego 1972  | Sapporo     | 1500 m mężczyzn   | Adrianus Schenk       | Roar Grønvold         | Göran Claeson        |
| 7 lutego 1972  | Sapporo     | 10 000 m mężczyzn | Adrianus Schenk       | Cornelis Verkerk      | Sten Stensen         |
| 9 lutego 1972  | Sapporo     | 500 m kobiet      | Anne Henning          | Wiera Krasnowa        | Ludmiła Titowa       |
| 10 lutego 1972 | Sapporo     | 1500 m kobiet     | Dianne Holum          | Christina Baas-Kaiser | Atje Keulen-Deelstra |
| 11 lutego 1972 | Sapporo     | 1000 m kobiet     | Monika Pflug          | Atje Keulen-Deelstra  | Anne Henning         |
| 12 lutego 1972 | Sapporo     | 3000 m kobiet     | Christina Baas-Kaiser | Dianne Holum          | Atje Keulen-Deelstra |

## Mężczyźni

### 500 m
| Miejsce | Państwo   | Zawodnik          | Czas  | Strata |
| ------- | --------- | ----------------- | ----- | ------ |
|         | RFN       | Erhard Keller     | 39.44 | OR     |
|         | Szwecja   | Hasse Börjes      | 39.69 | +0.25  |
|         | ZSRR      | Walerij Muratow   | 39.80 | +0.36  |
| 4.      | Norwegia  | Per Bjørang       | 39.91 | +0.47  |
| 5.      | Finlandia | Seppo Hänninen    | 40.12 | +0.68  |
| 6.      | Finlandia | Leo Linkovesi     | 40.14 | +0.70  |
| 7.      | Szwecja   | Ove König         | 40.25 | +0.81  |
| 8.      | Japonia   | Masaki Suzuki     | 40.35 | +0.91  |
| 9.      | Szwecja   | Mats Wallberg     | 40.41 | +0.97  |
| 10.     | RFN       | Hans Lichtenstern | 40.55 | +1.11  |

Data: 5 lutego 1972

### 1500 m
| Miejsce | Państwo           | Zawodnik           | Czas    | Strata |
| ------- | ----------------- | ------------------ | ------- | ------ |
|         | Holandia          | Adrianus Schenk    | 2:02.96 | OR     |
|         | Norwegia          | Roar Grønvold      | 2:04.26 | +1.30  |
|         | Szwecja           | Göran Claeson      | 2:05.89 | +2.93  |
| 4.      | Norwegia          | Bjørn Tveter       | 2:05.94 | +2.98  |
| 5.      | Holandia          | Jan Bols           | 2:06.58 | +3.62  |
| 6.      | ZSRR              | Walerij Ławruszkin | 2:07.16 | +4.20  |
| 7.      | Stany Zjednoczone | Daniel Carroll     | 2:07.24 | +4.28  |
| 8.      | Holandia          | Cornelis Verkerk   | 2:07.43 | +4.47  |
| 9.      | Szwecja           | Johnny Höglin      | 2:08.11 | +5.15  |
| 10.     | Finlandia         | Kimmo Koskinen     | 2:08.18 | +5.22  |

Data: 6 lutego 1972

### 5000 m
| Miejsce | Państwo           | Zawodnik           | Czas    | Strata |
| ------- | ----------------- | ------------------ | ------- | ------ |
|         | Holandia          | Adrianus Schenk    | 7:23.61 |        |
|         | Norwegia          | Roar Grønvold      | 7:28.18 | +4.57  |
|         | Norwegia          | Sten Stensen       | 7:33.39 | +9.78  |
| 4.      | Szwecja           | Göran Claeson      | 7:36.17 | +12.56 |
| 5.      | Norwegia          | Willy Olsen        | 7:36.47 | +12.86 |
| 6.      | Holandia          | Cornelis Verkerk   | 7:39.17 | +15.56 |
| 7.      | ZSRR              | Walerij Ławruszkin | 7:39.26 | +15.65 |
| 8.      | Holandia          | Jan Bols           | 7:39.40 | +15.79 |
| 9.      | RFN               | Gerd Zimmermann    | 7:41.16 | +17.55 |
| 10.     | Stany Zjednoczone | Daniel Carroll     | 7:44.72 | +21.11 |

Data: 4 lutego 1972

### 10 000 m
| Miejsce | Państwo           | Zawodnik           | Czas     | Strata |
| ------- | ----------------- | ------------------ | -------- | ------ |
|         | Holandia          | Adrianus Schenk    | 15:01.35 | OR     |
|         | Holandia          | Cornelis Verkerk   | 15:04.70 | +3.35  |
|         | Norwegia          | Sten Stensen       | 15:07.08 | +5.73  |
| 4.      | Holandia          | Jan Bols           | 15:17.99 | +16.64 |
| 5.      | ZSRR              | Walerij Ławruszkin | 15:20.08 | +18.73 |
| 6.      | Szwecja           | Göran Claeson      | 15:30.19 | +28.84 |
| 7.      | Finlandia         | Kimmo Koskinen     | 15:38.87 | +35.72 |
| 8.      | RFN               | Gerhard Zimmermann | 15:43.92 | +42.57 |
| 9.      | Stany Zjednoczone | Daniel Carroll     | 15:44.41 | +43.06 |
| 10.     | Japonia           | Kiyomi Itō         | 15:48.17 | +46.82 |

Data: 7 lutego 1972

## Kobiety

### 500 m
| Miejsce | Państwo           | Zawodniczka          | Czas  | Strata |
| ------- | ----------------- | -------------------- | ----- | ------ |
|         | Stany Zjednoczone | Anne Henning         | 43.33 | OR     |
|         | ZSRR              | Wiera Krasnowa       | 44.01 | +0.68  |
|         | ZSRR              | Ludmiła Titowa       | 44.45 | +1.12  |
| 4.      | Stany Zjednoczone | Sheila Young         | 44.53 | +1.20  |
| 5.      | RFN               | Monika Pflug         | 44.75 | +1.42  |
| 6.      | Holandia          | Atje Keulen-Deelstra | 44.89 | +1.56  |
| 7.      | Stany Zjednoczone | Kay Lunda            | 44.95 | +1.62  |
| 8.      | ZSRR              | Ałła Butowa          | 45.17 | +1.84  |
| 9.      | Japonia           | Sachiko Saito        | 45.35 | +2.02  |
| 10.     | Holandia          | Ellie van den Brom   | 45.62 | +2.29  |

Data: 9 lutego 1972

### 1000 m
| Miejsce | Państwo           | Zawodniczka          | Czas    | Strata |
| ------- | ----------------- | -------------------- | ------- | ------ |
|         | RFN               | Monika Pflug         | 1:31.40 | OR     |
|         | Holandia          | Atje Keulen-Deelstra | 1:31.61 | +0.21  |
|         | Stany Zjednoczone | Anne Henning         | 1:31.62 | +0.22  |
| 4.      | ZSRR              | Ludmiła Titowa       | 1:31.85 | +0.45  |
| 5.      | ZSRR              | Nina Statkiewicz     | 1:32.21 | +0.81  |
| 6.      | Stany Zjednoczone | Dianne Holum         | 1:32.41 | +1.01  |
| 7.      | Holandia          | Ellie van den Brom   | 1:32.60 | +1.20  |
| 8.      | Kanada            | Sylvia Burka         | 1:32.95 | +1.55  |
| 9.      | Norwegia          | Sigrid Sundby        | 1:33.13 | +1.73  |
| 10.     | ZSRR              | Ludmiła Sawrulina    | 1:33.41 | +2.01  |

Data: 11 lutego 1972

### 1500 m
| Miejsce | Państwo           | Zawodniczka           | Czas    | Strata |
| ------- | ----------------- | --------------------- | ------- | ------ |
|         | Stany Zjednoczone | Dianne Holum          | 2:20.85 | OR     |
|         | Holandia          | Christina Baas-Kaiser | 2:21.05 | +0.20  |
|         | Holandia          | Atje Keulen-Deelstra  | 2:22.05 | +1.20  |
| 4.      | Holandia          | Ellie van den Brom    | 2:22.27 | +1.42  |
| 5.      | RFN               | Rosemarie Taupadel    | 2:22.35 | +1.50  |
| 6.      | ZSRR              | Nina Statkiewicz      | 2:23.19 | +2.34  |
| 7.      | Stany Zjednoczone | Connie Carpenter      | 2:23.93 | +3.08  |
| 8.      | Norwegia          | Sigrid Sundby         | 2:24.07 | +3.22  |
| 9.      | ZSRR              | Kapitolina Sieriogina | 2:24.29 | +3.44  |
| 10.     | RFN               | Monika Pflug          | 2:24.69 | +3.84  |

Data: 10 lutego 1972

### 3000 m
| Miejsce | Państwo           | Zawodniczka           | Czas    | Strata |
| ------- | ----------------- | --------------------- | ------- | ------ |
|         | Holandia          | Christina Baas-Kaiser | 4:52.14 | OR     |
|         | Stany Zjednoczone | Dianne Holum          | 4:58.67 | +6.53  |
|         | Holandia          | Atje Keulen-Deelstra  | 4:59.91 | +7.77  |
| 4.      | Holandia          | Sippie Tigchelaar     | 5:01.67 | +9.53  |
| 5.      | ZSRR              | Nina Statkiewicz      | 5:01.79 | +9.65  |
| 6.      | ZSRR              | Kapitolina Sieriogina | 5:01.88 | +9.74  |
| 7.      | Finlandia         | Tuula Vilkas          | 5:05.92 | +13.78 |
| 8.      | ZSRR              | Ludmiła Sawrulina     | 5:06.61 | +14.47 |
| 9.      | Korea Północna    | Han Pil-Hwa           | 5:07.24 | +15.10 |
| 10.     | Norwegia          | Sigrid Sundby         | 5:07.76 | +15.82 |

Data: 12 lutego 1972

## Tabela medalowa
| Lp. | Kraj              | złoto | srebro | brąz | razem |
| --- | ----------------- | ----- | ------ | ---- | ----- |
| 1.  | Holandia          | 4     | 3      | 2    | 9     |
| 2.  | Stany Zjednoczone | 2     | 1      | 1    | 4     |
| 3.  | RFN               | 2     | 0      | 0    | 2     |
| 4.  | Norwegia          | 0     | 2      | 2    | 4     |
| 5.  | ZSRR              | 0     | 1      | 2    | 3     |
| 6.  | Szwecja           | 0     | 1      | 1    | 2     |